# На повороте (мемуары)
«На повороте (от конца 80-х годов к 1905). — Попутные впечатления участника революционной борьбы» — воспоминания П. Н. Лепешинского, впервые изданные в 1922 году, в которых «автор дает художественные зарисовки многих событий из истории партии».

## Содержание
В воспоминаниях одного из старейших большевиков, охватывающих конец 1880—1905 год, нашли отражение все основные события партийной жизни «на повороте», в период перехода от разрозненных марксистских кружков к созданию фундамента Коммунистической партии (большевиков). Пройдя школу революционной борьбы под непосредственным руководством В. И. Ленина, Лепешинский, талантливый литератор, сумел передать несравненное обаяние личности Владимира Ильича, увлекательно рассказать об исторической эпохе «поворота».— указатель ГПИБ «Художественно-историческая литература по истории СССР» под редакцией С. С. Дмитриева, 1962 год
Одна из моих задач, которые я ставил перед собою, принимаясь за эти воспоминания, сводилась к тому, чтобы в меру моих сил и уменья дать современному молодому читателю некоторое представление о тех исторических персонажах, о тех делах давно минувших дней, о той вообще картине, на фоне которой постепенно вырисовывалось лицо большевиков «первого призыва».
Начав с краткого описания своего детства, учёбы в гимназии и университете, автор повествует о причинах своего прихода в революционное движение, и переходит к рассказу о своей работе в 1894 году в Санкт-Петербурге, где став членом подпольного кружка «Союз борьбы» он организовал печать нелегальной литературы и вёл пропагандистскую работу.
В третьей главе повествует о своём 14 месячном одиночном заключении под арестом, допросах, а в четвёртой главе — о трёхлетней ссылке в Сибирь, где вступил в РСДРП и где в 1899 году познакомился с Лениным, воспоминания о котором поставляют пятую главу.
В шестой главе описывает как по окончании срока ссылки в 1890 году по вызову Ленина прибыл в Псков, о работе там и участии в совещании, по решению которого он становится агентом газеты «Искра» в 1900—1902.
В следующих пяти главах рассказывает о событиях 1902—1905 года, свидетелем которых он стал, объясняющих происходящее между II и III съездами РСДРП приведших к разделу на большевиков и меньшевиков.

## О книге
На первое издание книги появился ряд положительных отзывов в журналах «Печать и революция», «Красная летопись» и других. Книга была признана одной из наиболее ценных в ряду работ «Истпарта», отмечена скромность, добросовестность и объективность автора, насколько это вообще возможно для свидетеля исторических событий.

Автор не даром говорит в послесловии, что он «прошел основательную школу» революционного марксизма. Хотя автор и не стоял в первом ряду лидеров нашей революционной рабочей партии, но это ничуть не отнимает у его книги существенного значения, как одного из серьёзных источников истории партии и самой революции. В книжке мы находим немало новых фактов, более детально и отчетливо освещающих соответствующие моменты, так сказать, «утробного» периода развития нашей революции. Тут впервые с документальной точностью устанавливаются некоторые существенные даты и детали, личный состав важных организаций и событий.

В общем книжка дает много больше, чем обещает скромный автор. Она часто и художественна, и вдумчива, и поучительна.— А. А. Дивильковский, из рецензии на книгу в № 7 журнала «Печать и революция» за 1922 год

Историк Э. Г. Иоффе отмечал, что характерным является тот факт, что В. И. Ленин включил книгу в состав своей личной библиотеки — автор подарил ему книгу с подписью: «Дорогому Ильичу от старого товариша. П. Лепешинский 9.У.22 г.», книге присвоен № 900..
В то же время, как указывает автор, ему поступали упрёки от партийных товарищей по отдельным упоминаемым фактам, которые он не посчитал заслуживающими внимания, кроме одного — замечания Н. К. Крупской о неправдоподобности одной из фраз Ленина о Плеханове, и ко второму изданию автор добавил приложение «Действительно ли неправдоподобно?» с объяснением своего взгляда.
Как источник по истории становления партии, уже через два года после первого издания — в 1924 году, воспоминания были приведены в работе В. И. Невского «История РКП(б). Краткий очерк», а в 1930 году воспоминания вошли в «Указатель литературы о революции» изданный Коммунистической Академией.
Книга получила широкую известность, цитируется в работах ряда современных историков: М. Штейна, А. Божича А. Майсуряна, в коллективных трудах.

Мемуары П. Н. Лепешинского представляют не только социальную ценность. Г. Б. Эйдинов отмечал, что в годы Великой Отечественной войны на Гомельских курсах, готовивших кадры для ведения партизанской борьбы, книгой «На повороте» пользовались как учебным пособием. В частности, изучался опыт подпольной работы, техника печати, размножения листовок.

## Издания
Книга выдержала четыре издания на русском языке (последнее издание — М., 1955), опубликована в Болгарии и Китае.
- На повороте. (От конца 80-х годов к 1905 г.). Попутные впечатления участника революционной борьбы. — Петербург: Госиздат, 1922. — 237 с. (тираж — 15.000 экз.)
- На повороте. (От конца 80-х годов к 1905 г.) — 2-е изд. — Ленинград: Прибой, 1925. — 246 с.
- На повороте: (От конца 80-х годов к 1905 г.) — 3-е изд. — Москва: Старый большевик, 1935 («Интернац.» тип.). — 257 с.
- На повороте: (От конца 80 годов к 1905 г. Воспоминания). — 4-е изд. — Москва: Госполитиздат, 1955. — 232 с. (тираж — 150.000 экз.)

Некоторые главы и страницы из воспоминаний (главным образом о В. И. Ленине) перепечатаны в многочисленных сборниках, выходили отдельными изданиями:
- На повороте: [Воспоминания о В. И. Ленине] / П. Н. Лепешинский. — М.: Молодая гвардия, 1984. — 31 с.
- На повороте: [Воспоминания о В. И. Ленине] / П. Н. Лепешинский. — 2-е изд. — М.: Молодая гвардия, 1985. — 31 с.